# Acronicta saadi
Acronicta saadi là một loài bướm đêm trong họ Noctuidae.